# Europese kampioenschappen rodelen 2010

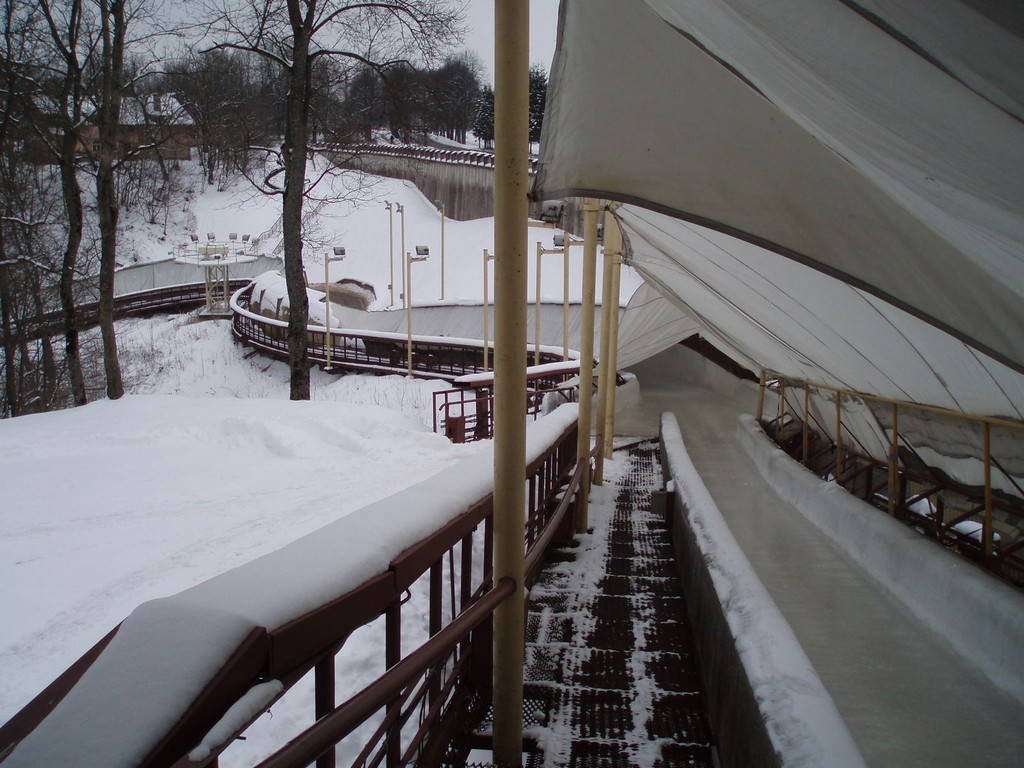
De rodelbaan van Sigulda

De Europese kampioenschappen rodelen 2010 vonden plaats op 23 en 24 januari 2010 in Sigulda, Letland. Het was de tweede keer, na 1996, dat de Europese kampioenschappen plaatsvonden op de baan van Sigulda.

## Uitslagen

### Vrouwen
| #      | Naam                 | Land | Runs                   | Eindtijd |
| ------ | -------------------- | ---- | ---------------------- | -------- |
| Goud   | Tatjana Ivanova      | RUS  | 42,838 (1) 42,679 (1)  | 1.25,517 |
| Zilver | Corinna Martini      | GER  | 42,976 (2) 42,866 (2)  | + 0,325  |
| Brons  | Nina Reithmayer      | AUT  | 43,072 (3) 42,935 (5)  | + 0,490  |
| 4      | Veronika Halder      | AUT  | 43,224 (7) 42,913 (4)  | + 0,620  |
| 5      | Stefanie Sieger      | GER  | 43,294 (10) 42,964 (6) | + 0,741  |
| 6      | Anna Orlova          | LAT  | 43,177 (6) 43,083 (9)  | + 0,743  |
| 7      | Maija Tiruma         | LAT  | 43,251 (8) 43,016 (8)  | + 0,750  |
| 8      | Martina Kocher       | SUI  | 43,429 (11) 42,911 (3) | + 0,823  |
| 9      | Aleksandra Rodionova | RUS  | 43,159 (5) 43,237 (12) | + 0,879  |
| 10     | Natalja Choreva      | RUS  | 43,257 (9) 43,151 (10) | + 0,891  |

### Mannen

#### Individueel
| #      | Naam              | Land | Runs                   | Eindtijd |
| ------ | ----------------- | ---- | ---------------------- | -------- |
| Goud   | Albert Demtsjenko | RUS  | 48,282 (1) 48,466 (1)  | 1.36,748 |
| Zilver | Wolfgang Kindl    | AUT  | 48,494 (2) 48,480 (2)  | + 0,226  |
| Brons  | Daniel Pfister    | AUT  | 48,562 (3) 48,500 (4)  | + 0,314  |
| 4      | Mārtiņš Rubenis   | LAT  | 48,618 (4) 48,486 (3)  | + 0,356  |
| 5      | Viktor Kneib      | RUS  | 48,725 (7) 48,556 (5)  | + 0,533  |
| 6      | Johannes Ludwig   | GER  | 48,645 (5) 48,694 (9)  | + 0,591  |
| 7      | Manuel Pfister    | AUT  | 48,710 (6) 48,666 (7)  | + 0,628  |
| 8      | Stepan Fjodorov   | RUS  | 48,822 (8) 48,685 (8)  | + 0,759  |
| 9      | Jan Eichhorn      | GER  | 48,903 (10) 48,655 (6) | + 0,810  |
| 10     | Guntis Rēķis      | LAT  | 48,849 (9) 48,812 (9)  | + 0,913  |

#### Dubbels
| #      | Naam                                         | Land | Runs                   | Eindtijd |
| ------ | -------------------------------------------- | ---- | ---------------------- | -------- |
| Goud   | Andreas Linger Wolfgang Linger               | AUT  | 42,172 (1) 42,243 (1)  | 1.24,415 |
| Zilver | Tobias Wendl Tobias Arlt                     | GER  | 42,496 (3) 42,481 (2)  | + 0,562  |
| Brons  | Tobias Schiegl Markus Schiegl                | AUT  | 42,463 (2) 42,560 (3)  | + 0,608  |
| 4      | Andris Šics Juris Šics                       | LAT  | 42,516 (4) 42,590 (4)  | + 0,691  |
| 5      | Peter Penz Georg Fischler                    | AUT  | 42,867 (6) 42,765 (5)  | + 1,217  |
| 6      | Michail Koezmitsj Stanislav Michejev         | RUS  | 42,857 (5) 42,933 (8)  | + 1,375  |
| 7      | Oskars Gudramovics Peteris Kalnins           | LAT  | 43,069 (10) 42,780 (6) | + 1,434  |
| 8      | Pavel Koezmitsj Boris Koerysjkin             | RUS  | 43,034 (9) 42,850 (7)  | + 1,469  |
| 9      | Andrij Kis Joerij Haijduk                    | UKR  | 43,151 (11) 43,025 (9) | + 1,761  |
| 10     | Hans Peter Fischnaller Patrick Schwienbacher | ITA  | 42,972 (8) 43,288 (11) | + 1,845  |

### Landenwedstrijd
| #      | Land       | Namen                                                   | Runs                             | Eindtijd |
| ------ | ---------- | ------------------------------------------------------- | -------------------------------- | -------- |
| Goud   | Letland    | Anna Orlova Mārtiņš Rubenis Šics/Šics                   | 44,443 (1) 46,127 (2) 46,422 (3) | 2.16,992 |
| Zilver | Oostenrijk | Veronika Halder Wolfgang Kindl Linger/Linger            | 44,612 (5) 46,216 (4) 46,194 (1) | + 0,030  |
| Brons  | Duitsland  | Corinna Martini Johannes Ludwig Wendl/Arlt              | 44,518 (2) 46,199 46,359         | + 0,084  |
| 4      | Rusland    | Tatjana Ivanova Albert Demtsjenko Koezmitsj/Michejev    | 44,594 (3) 46,026 (1) 46,979 (5) | + 0,607  |
| 5      | Oekraïne   | Lilia Ludan Andriy Mandziy Kis/Hayduk                   | 44,603 (4) 47,401 (6) 46,887 (4) | + 1,899  |
| 6      | Tsjechië   | Petra Kaprasova Jakub Hyman Jira/Kvíčala                | 46,634 (7) 47,169 (5) 47,487 (6) | + 4,298  |
| 7      | Polen      | Ewelina Staszulonek Maciej Kurowski Romański/Kowalewski | 44,652 (6) 48,034 (7) 48,927 (7) | + 4,621  |
| -      | Slowakije  | Veronika Sabolová Jozef Ninis Harniš/Regec              | DQ                               | DQ       |

## Medaillespiegel
| Plaats | Land       | Goud | Zilver | Brons | Totaal |
| 1      | Rusland    | 2    | 0      | 0     | 2      |
| 2      | Oostenrijk | 1    | 2      | 3     | 6      |
| 3      | Letland    | 1    | 0      | 0     | 1      |
| 4      | Duitsland  | 0    | 2      | 1     | 3      |
| Totaal | Totaal     | 4    | 4      | 4     | 12     |